# Giorgio Trizzino
Giorgio Trizzino (Palermo, 20 luglio 1956) è un politico italiano.

## Biografia
Ottiene la laurea in Medicina e chirurgia e i diplomi di specializzazione in Igiene e medicina preventiva, Chirurgia toracica e Chirurgia generale presso l'Università di Palermo.

### Elezione a deputato
Alle elezioni politiche del 2018 viene eletto alla Camera dei Deputati nel collegio uninominale di Palermo-Libertà, sostenuto dal Movimento 5 Stelle.
Da sempre vicino a Sergio e a Piersanti Mattarella, in passato ha militato nella Democrazia Cristiana e nel Partito Popolare Italiano di Mino Martinazzoli.
Il 24 marzo 2021 annuncia la sua uscita dal Movimento. Aderisce al Gruppo misto, figurando fra i Non iscritti, dove rimane fino all'8 aprile 2022, giorno in cui aderisce ad Azione.
Il 18 agosto 2022 annuncia con un post su Facebook l'intenzione di non ricandidarsi alle elezioni politiche anticipate. Una settimana dopo abbandona la componente Azione-+Europa-Radicali Italiani.